# دانشگاه بریتانیا در مصر
دانشگاه بریتانیا در مصر (به عربی: الجامعة البریطانیة فی مصر) یک دانشگاه در مصر است که در استان قاهره واقع شده‌است.

## تاریخچه
از سال ۱۹۹۸ تشکیل یک دانشگاه مصری با اصول و قواعد آموزشی منطبق با سیستم بریتانیا با این هدف که حکومت بریتانیا و مصر را به هم نزدیک سازد و امکان تربیت نسل‌هایی که بتوانند به صورت کارا در نهادهای تصمیم‌گیری مصر به کار گرفته شوند، مورد بحث بود. این کار با مشارکت دانشگاه ساوت بنک لندن و اختصاص اعتبارات لازم برای مشاوره و مدیریت و آموزش دانشگاه و تضمین آن توسط نظام آموزشی بریتانیا انجام گرفت.
این دانشگاه در سپتامبر ۲۰۰۵ به روی دانشجویان گشوده شد و در ادامه با ایجاد دانشکده‌های دندان‌پزشکی، داروشناسی، پرستاری، علوم سیاسی و اقتصاد گسترش یافت.

## عملکرد
این دانشگاه اضافه بر آموزش نقش زیادی در مسائل اجتماعی و فرهنگی ایفا کرده‌است و باعث پیشرفت‌هایی در زمینه بهداشت عمومی و سلامت فردی شده‌است. این دانشگاه بر پایه روش آموزشی بریتانیا تمرکز روی تعلیم نحوه تفکر متمرکز است که دانش‌آموزان را تشویق می‌کند که آموخته‌هایشان را در جریان عمل روزانه برای حل مشکلات به کار بگیرند.